# 聖弗蘭西斯科 (倫皮拉省)

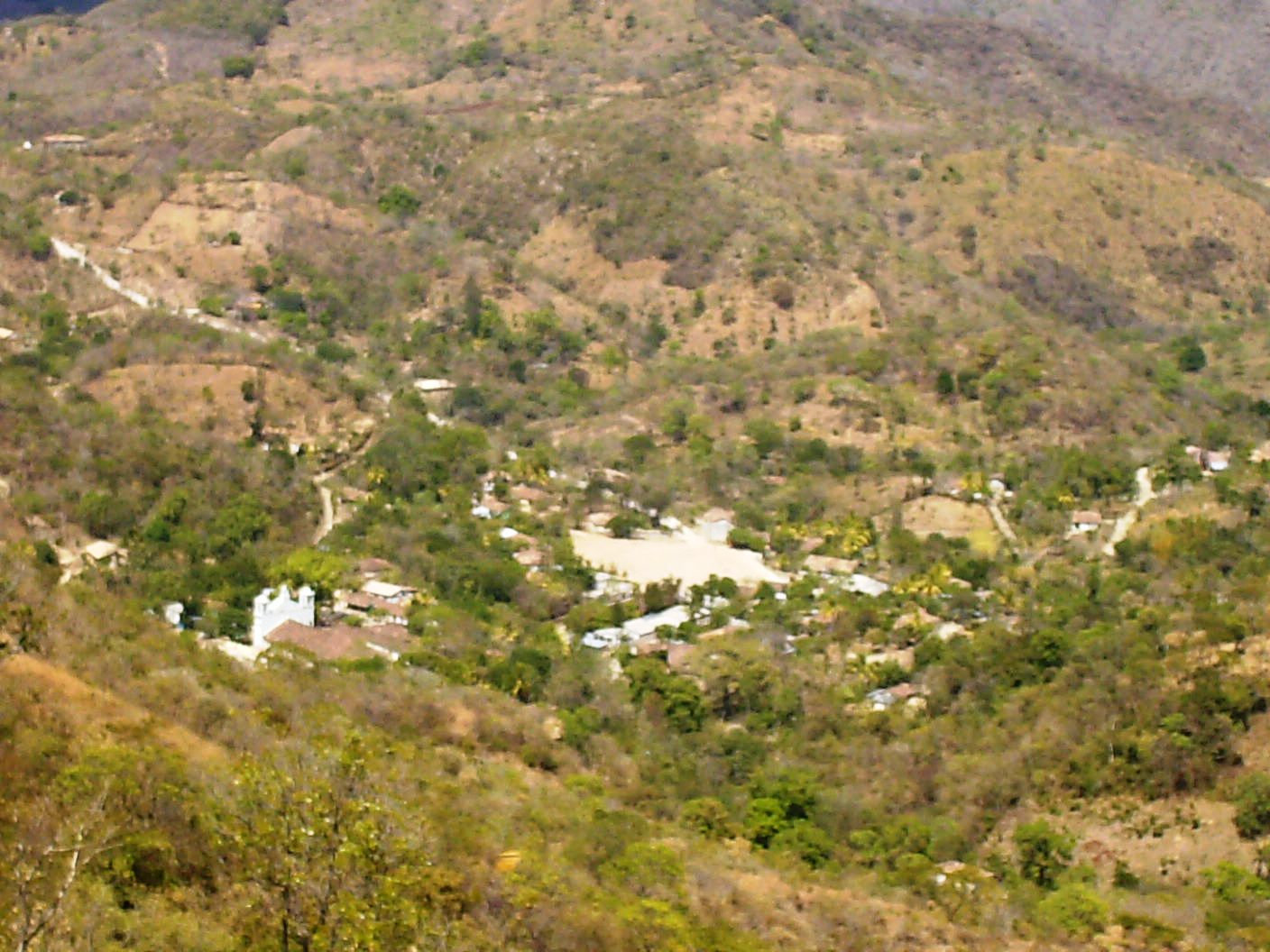

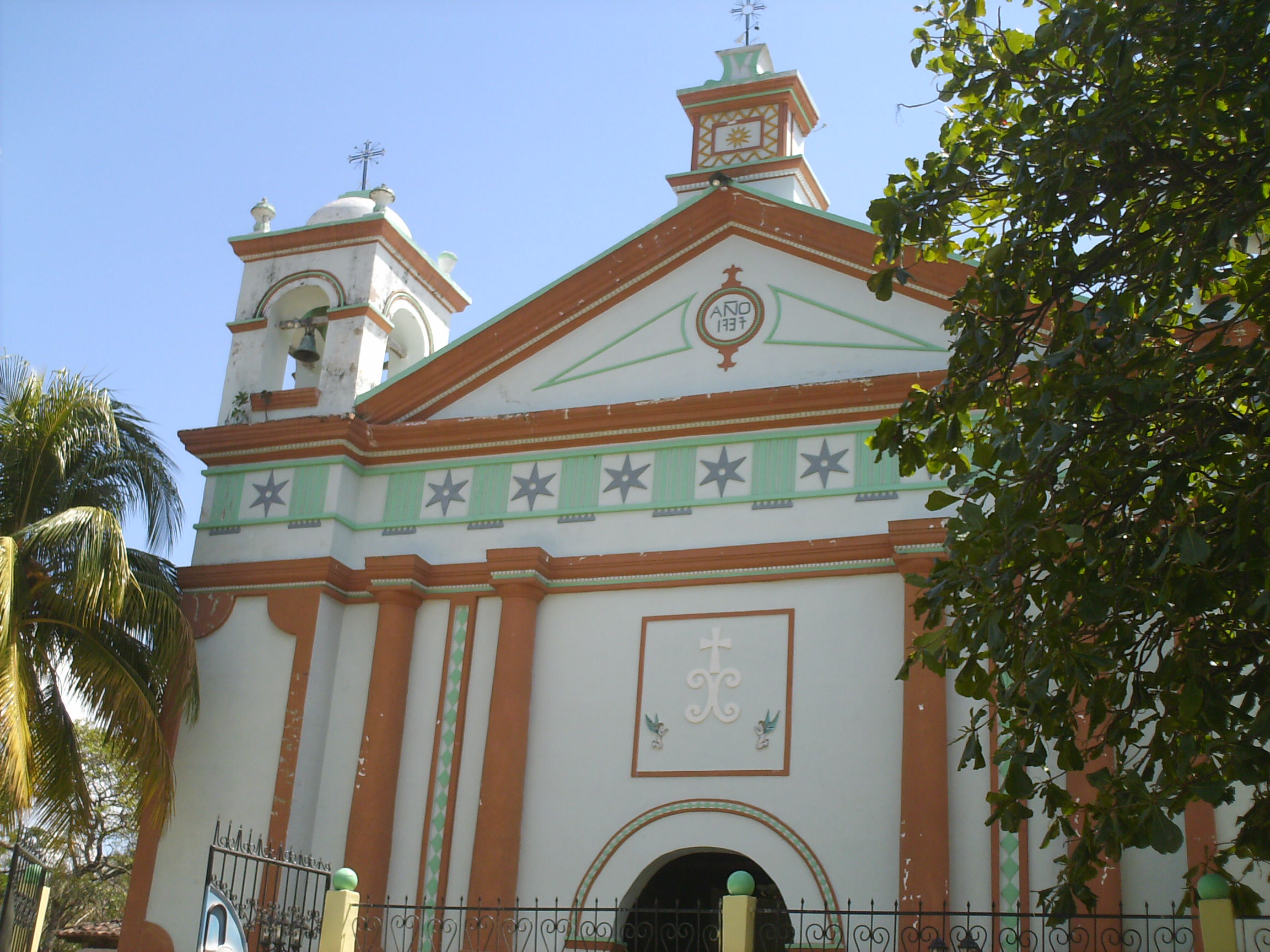

聖弗蘭西斯科（西班牙語：San Francisco），是洪都拉斯的城鎮，位於該國西南部，由倫皮拉省負責管轄，始建於1889年，面積133平方公里，海拔高度553米，2001年人口7,895，人口密度每平方公里59.18人。
14°7′N 88°22′W / 14.117°N 88.367°W